# Asterospicularia randalli
Asterospicularia randalli är en korallart som beskrevs av Gawel 1976. Asterospicularia randalli ingår i släktet Asterospicularia och familjen Xenidae. Inga underarter finns listade i Catalogue of Life.